# Шешурино
Шешу́рино — деревня в Торопецком районе Тверской области в составе Пожинского сельского поселения.

## География
Расположена примерно в 1 км к северо-востоку от деревни Наговье на берегу озера Наговье.

## Этимология
Название «Шешурино» образовано от  мужского личного имени Шешура, вероятно, из «шиш», «шатун», «бродяга», «шеромыжник», «вор», «нечистый, сатана, бес», лазутчик, «соглядатай, переносчик». 

## Население
| 1996 | 2010 |
| ---- | ---- |
| 37   | ↘28  |

## История

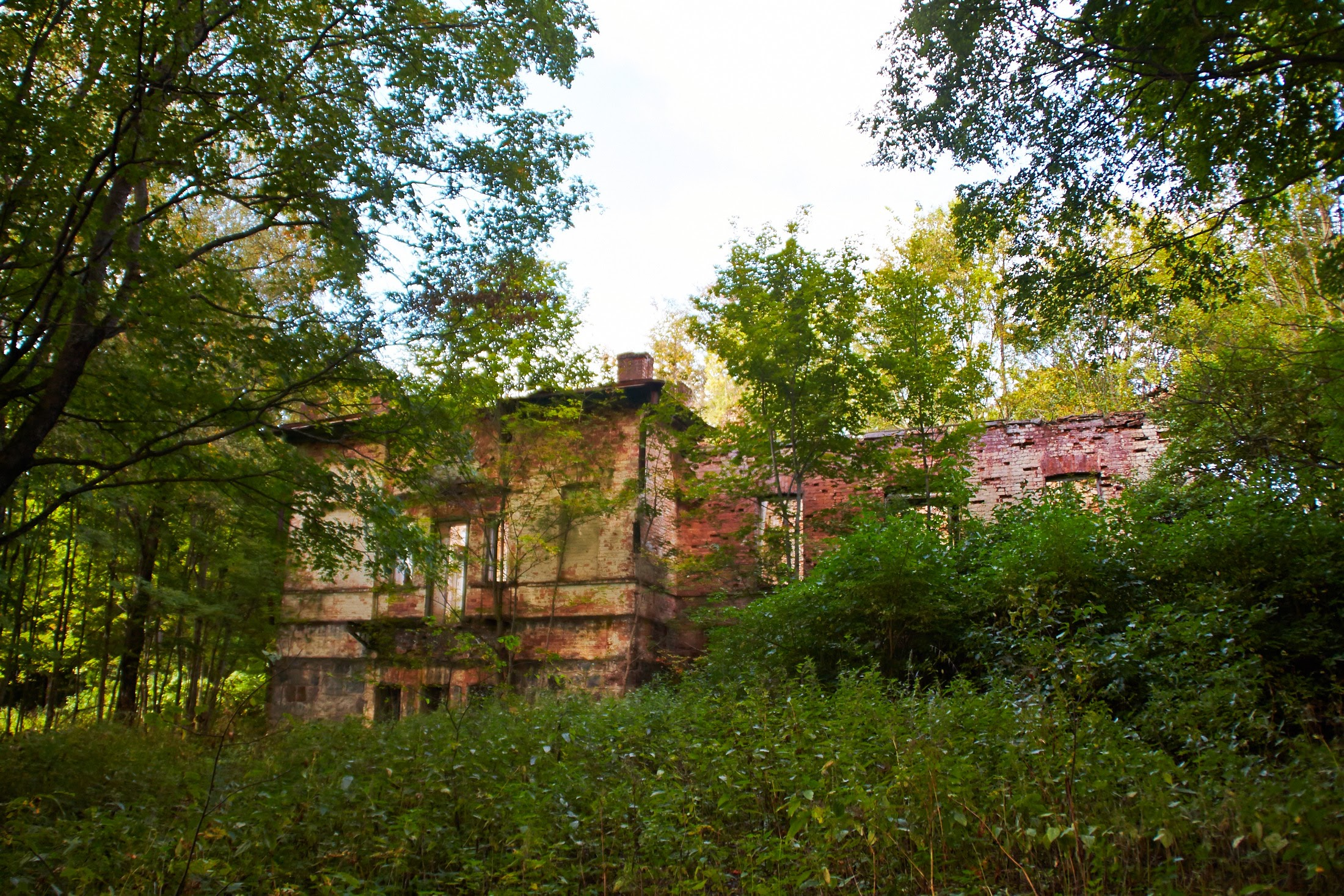
Главный дом усадьбы Куропаткина

В конце XIX — начале XX века усадьба Шешурино в Холмском уезде Псковской губернии. Владельцем усадьбы был генерал А. Н. Куропаткин (1848—1925), который здесь родился и здесь был похоронен.
На карте РККА 1923—1941 годов обозначена деревня Шешурино. Имела 20 дворов. 
В 1996 году деревня Шешурино Шешуринского сельского округа (центр округа — соседняя деревня Наговье), 23 хозяйства, 37 жителей.